# Antonius és Kleopátra
Az Antonius és Kleopátra (angol nyelvű címe Antony and Cleopatra) William Shakespeare egyik drámai műve. Valószínűsíthetően 1606-ban írta a darabot, közvetlenül a Macbeth után, ezért általában a későbbi tragédiákhoz soroljuk. Nyomtatásban először az 1623-ban megjelent Első fólióban találkozunk vele. Rengeteg különböző helyszínnel dolgozik a darab, gyakorlatilag bejárja az egész Római Birodalmat. Időben körülbelül 10 évet ölel fel.
Alapjául Plutarkhosz 1579-ben kiadott Parallel Lives of the Noble Grecians and Romans [ford.: A görög és római nemesek párhuzamos élete] című műve szolgált. Az angol fordítást Sir Thomas North készítette, Shakespeare pedig több részt is nagyobb változtatás nélkül átemelt (például a Kleopátra hajójáról szóló leírást, 2. felvonás, 2. jelenet). Shakespeare azonban sok elemet hozzáadott Kleopátra magánéletéhez, valamint megváltoztatott néhány történelmi tényt, hogy izgalmasabbá tegye a művet. Kleopátra valószínűleg a legösszetettebb női karakter, akit Shakespeare valaha megálmodott. Egyszerre tragikus és ellenszenves, a kritikusok vegyesen fogadták őt és a darabot is először. Sokak szerint az Antonius és Kleopátra Shakespeare Julius Caesar című drámájának folytatása.

## Karakterek
Szász Károly fordítása alapján
| - Triumvirek: - Marcus Antonius - Octavius Caesar - Marcus Aemil Lepidus - Antonius barátai: - Sextus Pompeius - Domitius Enobarbus - Ventidius - Eros - Scarus - Dercetas - Demetrius - Philo | - Caesar barátai: - Mecaenas - Agrippa - Dolabella - Proculeius - Thyreus - Gallus - Menas - Pompeius barátai: - Varrius - Menecrates - Taurus, Caesar alvezére - Canidius, Antonius alvezére - Silius, tiszt Ventidius alatt - Euphronius, Antonius követe Caesarhoz | - Cleopatra, Egyiptom királynéja - Octavia, Caesar nővére, Antonius neje - Kleopátra szolgái: - Alexas - Mardin - Seleucus - Diomedes - Charmian - Iras - Jós - Paraszt - Tisztek, Katonák, Követek, szolgák. |

## Cselekmény

### Első felvonás
Két római katona, Demetrius és Philo Antoniusról beszélgetnek, aki Kleopátránál tölti a szabadidejét, s ennek köszönhetően már nem érdeklik a Birodalom ügyei. Kleopátra és Antonius belép a színpadra. Épp, amikor Antonius szerelmet vall, megzavarja őket egy küldönc Rómából. Bár Kleopátra azt javasolja, hallgassák meg, Antonius kijelenti, Róma semmit sem jelent neki, csak Kleopátra érdekli. Amikor távoznak, Demetrius és Philo megrökönyödve néznek utánuk, aggódnak a Birodalom sorsáért.
Kleopátra szolgálóinak azt jósolják, hogy tovább fognak élni, mint királynőjük. Eközben Antoniusnak egy másik küldönc hírül viszi, hogy Rómában háború tört ki: Antonius felesége és bátyja sereget toboroztak Caesar ellen. A csatát elvesztették, Fulvia meghalt. Antonius végre komolyan veszi kötelezettségeit, és bár nehezen, de elválik Kleopátrától és hazautazik. A búcsú korántsem egyszerű; Kleopátra megjegyzéseket tesz Antonius és Fulvia kapcsolatára, így a beszélgetés veszekedésbe torkollik. Mielőtt Antonius elmegy, megígéri, hogy semmi nem állhat közéjük.
Rómában Caesar Antonius hanyagsága miatt panaszkodik Lepidusnak. Lepidus védeni próbálja Antoniust, de Caesart nem sikerül meggyőznie. Küldönc érkezik a hírrel, hogy Pompeius hadsereget gyűjt. Caesar és Lepidus úgy döntenek, válaszolnak a fenyegetésre, nem várják meg Antoniust.
Egyiptomban Kleopátra hiányolja Antoniust, azon gondolkodik, vajon ő is hiányzik-e szerelmének. Ekkor belép Alexas és egy gyöngyöt ajándékoz Kleopátrának. Mint mondja, Antonius küldette, mielőtt elutazott, szerelme jeléül. Kleopátra megnyugszik, majd parancsba adja, hogy bárki álljon készen küldöncként, mert minden nap írni fog Antoniusnak, amíg távol van.

### Második felvonás

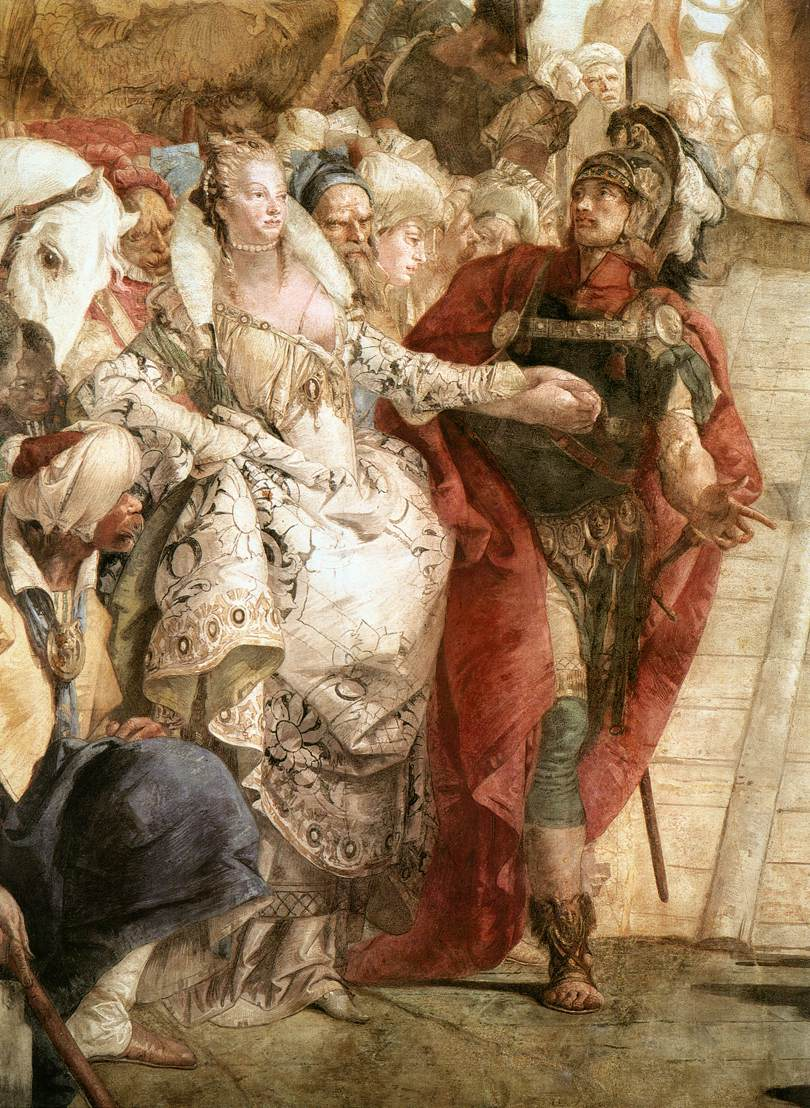
Giovanni Battista Tiepolo "The Meeting of Anthony and Cleopatra" (Antonius és Kleopátra találkozása) című festménye

Pompeius biztos a győzelmét illetően, mert úgy hiszi, Antonius még mindig Egyiptomban van. Véleménye hamar megváltozik, amikor megtudja, hogy Caesar és Lepidus együttes erővel közelednek, és hogy Antonius is Róma felé tart. Eközben Antonius és Caesar egy asztalhoz ülnek, de nem jutnak dűlőre a felkelés és Antonius hanyagsága fölött. Annak érdekében, hogy Pompeiust legyőzzék, végül megegyeznek; Antonius feleségül veszi Caesar húgát, Octáviát, így erősítve testvériségüket. Amikor kilépnek, Enobarbus elmeséli Egyiptomban töltött idejüket Agrippának, és azt állítja, Antonius sosem lesz képes elhagyni Kleopátrát, akkor sem, ha feleségül veszi Octáviát.
Antonius hűséget esküszik Octáviának, azonban egy jóslat arra készteti, hogy ismét háborút indítson keleten. Lepidus eközben készen áll, hogy megtámadja Pompeiust.
Kleopátra ismét Antoniusra gondol, amikor küldönc érkezik Itáliából. Kleopátra, látva szomorú ábrázatát, megfenyegeti, hogy ne merje azt közölni, Antonius meghalt. A küldönc megnyugtatja, kedvese él – csak épp feleségül vette Caesar húgát. Kleopátra dühöng, majd utasítja a küldöncöt, hogy számoljon be Octávia fizikai tulajdonságairól (hány éves, milyen színű a haja, stb).
A nagy csata előtt Pompeius, Caesar, Lepidus és Antonius találkoznak. Pompeius elmondja, hogy apját akarja megbosszulni a háborúval. Némi tanácskozás után a triumvirek felajánlják Pompeiusnak Szardíniát és Szicíliát, így elkerülik az ütközetet. Pompeius vacsorára hívja a triumvireket.

### Harmadik felvonás
Ventidius üzenetet küld Antoniusnak a sikeres közel-keleti hadjáratról. Agrippa és Enobarbus a másnapos Lepiduson nevetgélnek, amikor belép Antonius, Caesar és Octávia. Caesar figyelmezteti Antoniust az ígéretére, hogy jól fog bánni Octáviával. Ezek után Antonius és Octávia elhajóznak Rómából. Kleopátra nagy örömére megtudja, hogy Octávia csúnyább asszony nála, ezért biztos benne, hogy Antonius visszatér hozzá.
Antonius fülébe jutnak pletykák, miszerint Caesar lekicsinylően beszél róla otthon, Rómában, ráadásul megszegte a Pompeiusszal kötött megállapodást is és támadásba lendült. Octávia próbálja jobb belátásra bírni férjét, de hiába: Antonius hajthatatlan, meg akarja menteni a becsületét. Miközben a Pompeiusszal való összecsapásra készül, visszaküldi feleségét Rómába, Caesarhoz.
Enobarbustól megtudjuk, hogy Caesar legyőzte és megölte Pompeiust, bár egyedül nem sikerült volna neki: Lepidus hadseregét használta, akit azonban börtönbe vettetett. Antonius hajóhada készen áll, hogy Rómába jöjjön és megküzdjön Caesarral.

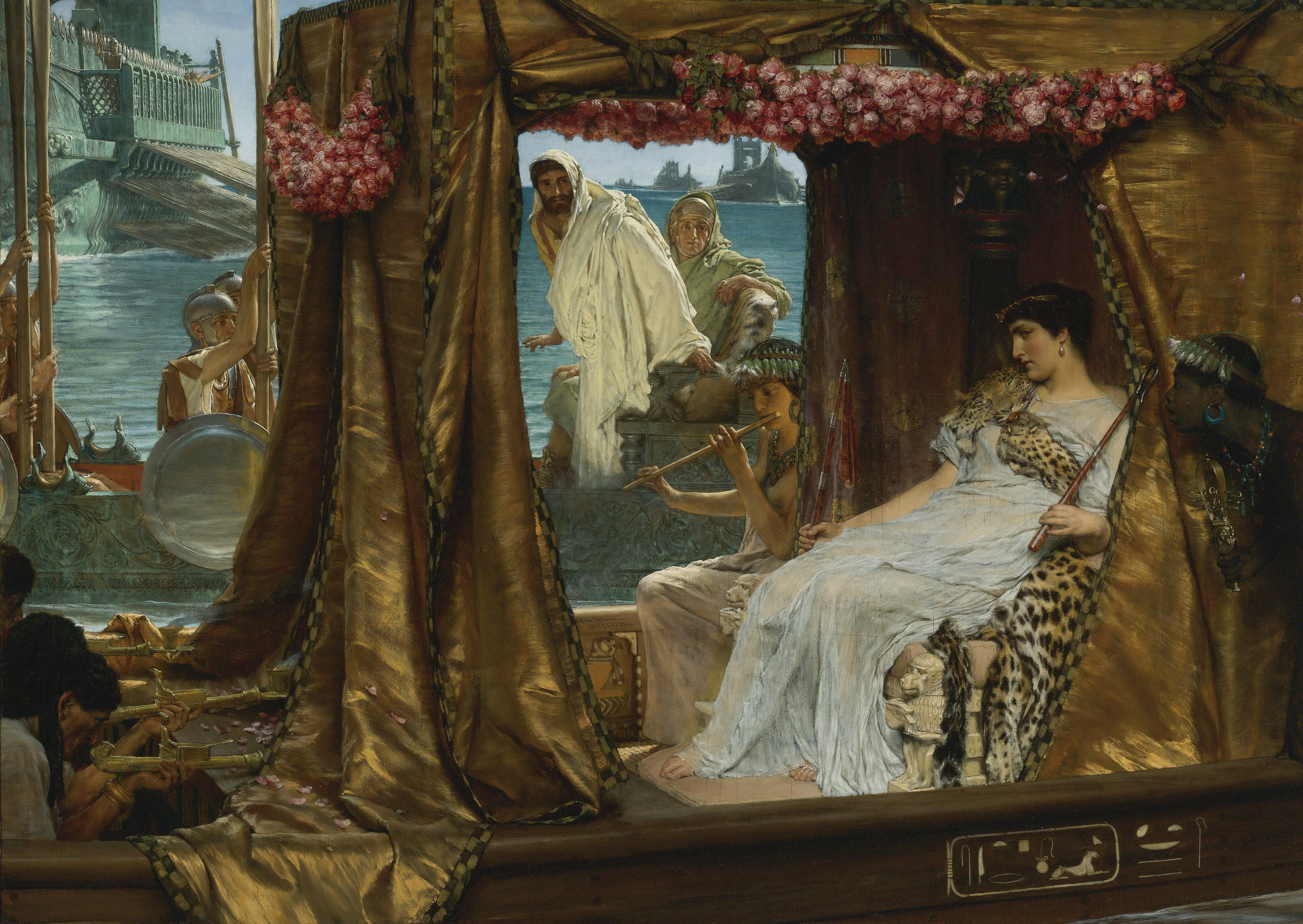
Lawrence Alma-Tadema - Antonius és Kleopátra

Caesar tudomást szerez arról, hogy Antonius visszatért Egyiptomba és ott toborzott hadsereget ellene. Mikor Octávia megtudja ezt, összetörik a szíve.
Kleopátra mindenképpen Antoniusszal akar menni, részt venni a tengeri ütközetben Caesar ellen. Antoniusnak többen is javasolják, hogy kerülje a tengeren háborúzást, mert Caesar flottája erősebb, azonban Kleopátra meggyőzte már ennek ellenkezőjéről, mindketten hajthatatlanok.
Megkezdődik a csata. Antonius nyerésre áll, ám Kleopátra hajója hirtelen visszafordul, vele együtt Antoniusé is, és a flotta összezavarodik, így a végső győztes Caesar. Antonius mellől sok katonája elpártol a kínos vereség után. Antonius melankolikus hangulatban emlékszik vissza a régi nagy győzelmeire, amikor Kleopátra belép. Mikor Antonius kérdőre vonja a csatát illetően, Kleopátra azt feleli, nem gondolta volna, hogy Antonius egyből követni fogja őt. Antonius erre azt válaszolja, hogy hozzá tartozik a szíve és mindenhová követni fogja. Megbocsát Kleopátrának.
Küldöncöt küldenek Caesarhoz, melyben arra kérik, hadd élhessen Antonius Egyiptomban, Kleopátra pedig a saját utódjának szeretné örökíteni Egyiptom trónját. Caesar elutasítja Antonius kérelmét, de fontolóra veszi Kleopátráét, amennyiben a királynő hajlandó száműzni Antoniust Egyiptomból. Ennek hallatán Kleopátra először fontolóra veszi az ajánlatot, de hű marad Antoniushoz, aki közben ismételten készíti seregét Caesar ellen. Az utolsó hű barátjának, Enobarbusnak is megfordul a fejében, hogy elhagyja őt, miután előáll egy újabb tengeri ütközet ötletével.

### Negyedik felvonás
Antonius magabiztosan indul csatába, de megrendül, amikor hírt kap Enobarbus távozásáról. Caesar utasítására az első sorokban harcolók egykor Antonius katonái kell, hogy legyenek, ezzel is gyöngítve őt. Enobarbus megbánja, hogy átállt, nem hajlandó Antoniusszal küzdeni. Agrippa visszahívja csapatait, Antonius jobbnak bizonyult, mint várták; visszanyerik Alexandriát.
Antonius és katonái ünnepelnek és a másnapi végső csatára készülnek, amikor végleg elpusztíthatják Caesart. Megerősíti Kleopátra iránt érzett szerelmét, azt mondja, csak Kleopátra lenne képes legyőzni őt. Azonban a másnapi csata ismét tengeri ütközetnek ígérkezik. Kleopátra flottája gyengének bizonyul Caesar ellen. Antonius mérgében megfenyegeti Kleopátrát, akit árulónak vél, hogy megöli. Kleopátra félelmében elrejtőzik a palotájában, ahol szárnyra kap a hír, hogy öngyilkos lett. Antoniust sokkolja a hír, megbánja, hogy valaha is kételkedett Kleopátra érzéseiben. Megparancsolja Erosnak, hogy végezzen vele. Katonája nem tudja rávenni magát, hogy teljesítse a kérést, inkább önmagát döfi le. Antonius követi példáját, de túléli. Haldoklik, amikor megtudja, Kleopátra mégis életben van.
Kleopátra nem akarja elhagyni a palotát, mert fél, hogy Caesar fogságba ejti. Amikor meghozzák a sebesült Antoniust, akinek az a kívánsága, hogy még egyszer megölelhesse, felhozatja magához inkább, mint hogy kimerészkedjen. A haldokló Antonius azt tanácsolja a királynőnek, hogy használja ki Caesar kegyelmét. Egy utolsó csók után meghal. Kleopátra magán kívül van a bánattól, elhatározza, hogy amint eltemeti Antoniust, véget vet saját életének.

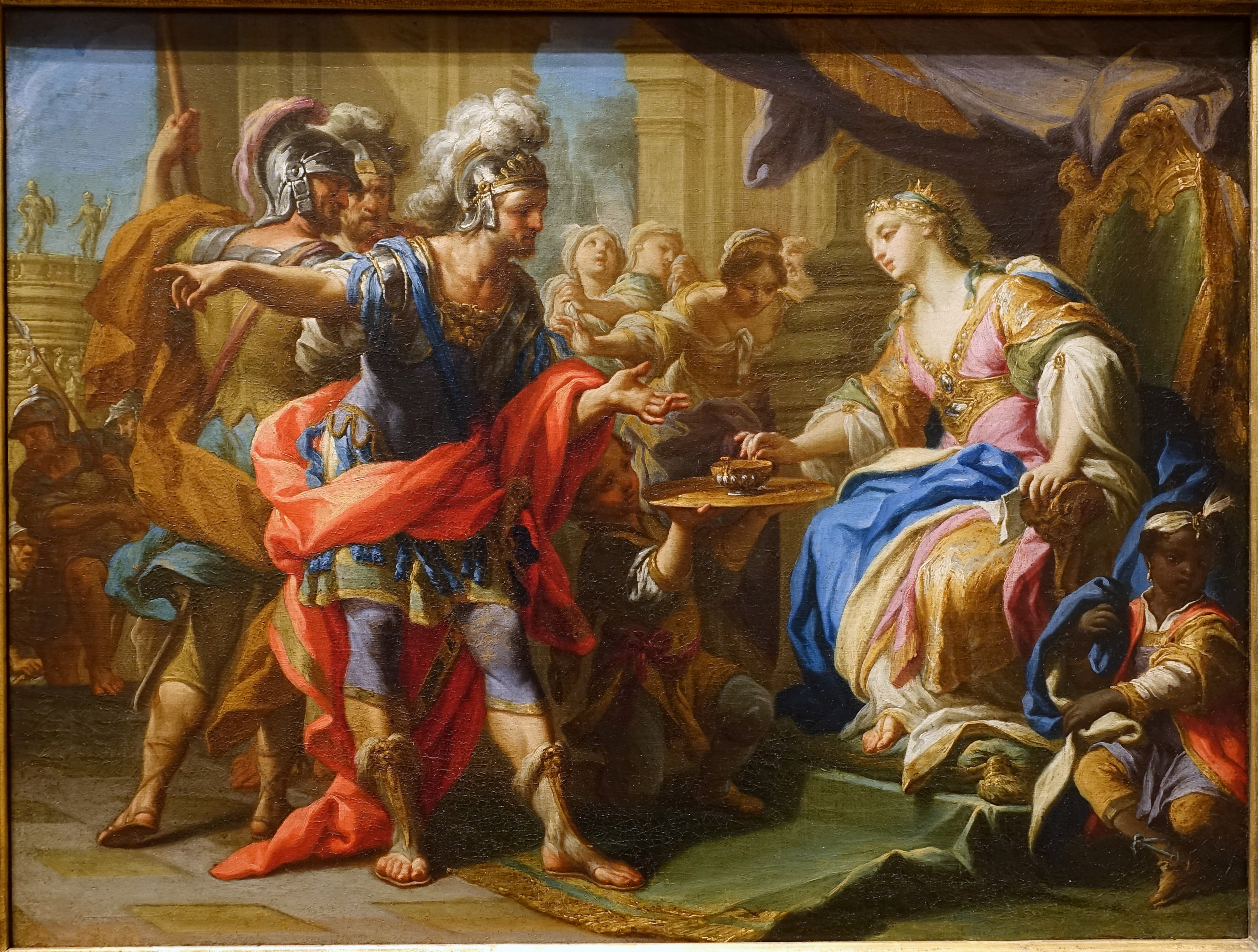
Andrea Casali Antonius és Kleopátra című olajfestménye (1720-as évekből)

### Ötödik felvonás
Caesar megadásra akarja kényszeríteni Antoniust, mikor értesül róla, hogy meghalt. Caesar úgy emlékezik vissza Antoniusra, mint a legendás triumvirre, aki tiszteletet érdemel. Küldönc érkezik Kleopátrától, Caesar további szándékairól érdeklődve. Caesar megígéri, hogy becsületesen fog bánni a királynővel, ám azt tervezi, hogy arra kényszeríti majd Kleopátrát, éljen Rómában. Mikor követei megérkeznek a palotába, Kleopátra kész tőrt döfni magába, hogy ne kelljen Rómán végigvonulnia szégyenben, azonban Caesar katonái lefegyverzik. Caesar ismét biztosítja, hogy amennyiben életben marad, utódai kerülhetnek majd Egyiptom trónjára. Kleopátra látszólag beleegyezik az ajánlatba, de amikor magára marad szolgálóival, arra utasítja őket, hozzanak neki mérges kígyókat. A legpompásabb királynői ruháiba öltözik, majd megmaratja magát a kígyókkal. Mikor Caesar rájön, hogy mi történt, utasításba adja, hogy Kleopátrát temessék Antonius mellé.

## Magyar színházi előadások
Az Országos Színháztörténeti Múzeum és Intézet nyilvántartása alapján
| Premier    | Társulat                               | Fordító        | Rendező        |
| 1858.01.02 | Nemzeti Színház (Budapest)             | Szász Károly   | ?              |
| 1870.12.03 | Kolozsvári Nemzeti Színház (Kolozsvár) | Szász Károly   | ?              |
| 1885.09.13 | Nemzeti Színház (Budapest)             | Szász Károly   | ?              |
| 1909.02.12 | Nemzeti Színház (Budapest)             | Hevesi Sándor  | Hevesi Sándor  |
| 1923.10.15 | Nemzeti Színház (Budapest)             | Hevesi Sándor  | Hevesi Sándor  |
| 1934.05.22 | Nemzeti Színház (Budapest)             | Hevesi Sándor  | Siklóssy Pál   |
| 1946.12.20 | Nemzeti Színház (Budapest)             | Mészöly Dezső  | Major Tamás    |
| 1960.02.07 | Nemzeti Színház (Budapest)             | Mészöly Dezső  | Major Tamás    |
| 1964.11.27 | Csiki Gergely Színház (Kaposvár)       | Mészöly Dezső  | Horváth Jenő   |
| 1974.10.04 | Csokonai Színház (Debrecen)            | Mészöly Dezső  | Horváth Jenő   |
| 1974.10.18 | Vígszínház (Budapest)                  | Mészöly Dezső  | Vámos László   |
| 1988.12.16 | Pécsi Nemzeti Színház (Pécs)           | Vas István     | Lengyel György |
| 1991.07.04 | Gyulai Várszínház (Gyula)              | Mészöly Dezső  | Sík Ferenc     |
| 2002.09.29 | Vígszínház (Budapest)                  | Forgách András | Eszenyi Enikő  |